# Liste der denkmalgeschützten Objekte in Söll (Tirol)
Die Liste der denkmalgeschützten Objekte in Söll enthält die 7 denkmalgeschützten, unbeweglichen Objekte der Gemeinde Söll.

## Denkmäler
| Foto |                 | Denkmal | Standort                                 | Beschreibung | Metadaten |
| ---- | --------------- | --- | ---------------------------------------- | --- | --- |
| ja   | Datei hochladen | Friedhof mit Arme-Seelen-, Friedhofs- sowie Kriegerkapelle HERIS-ID: 56081 Objekt-ID: 65058 TKK: 2754, 115722, 115723 | Dorf 1 Standort KG: Söll                 | Der Friedhof um die Kirche mit Arme-Seelen-, Friedhofs- und Kriegerkapelle wurde im 18. Jahrhundert angelegt. Das Fresko in der Arme-Seelen-Kapelle wurde 1984 von Wolfram Köberl gemalt.                                                | BDA-Hist.: Q38069911 Status: § 2a Stand der BDA-Liste: 2025-06-30 Name: Friedhof mit Arme-Seelen-, Friedhofs- sowie Kriegerkapelle GstNr.: 722, 713, 720/1, 4202 Friedhof (Söll in Tirol) |
| ja   | Datei hochladen | Kath. Pfarrkirche hll. Petrus und Paulus mit Treppenanlage HERIS-ID: 55943 Objekt-ID: 64860 TKK: 2733                 | Dorf 1 Standort KG: Söll                 | → Hauptartikel : Pfarrkirche Söll (Tirol) f1 | BDA-Hist.: Q1524178 Status: § 2a Stand der BDA-Liste: 2025-06-30 Name: Kath. Pfarrkirche hll. Petrus und Paulus mit Treppenanlage GstNr.: 722 Pfarrkirche Söll (Tirol)                    |
| ja   | Datei hochladen | Dorfbrunnen HERIS-ID: 106953 Objekt-ID: 124211 TKK: 2770                                                              | gegenüber Dorf 7 Standort KG: Söll       | Der Brunnen am Dorfplatz wurde 1866 errichtet. | BDA-Hist.: Q37809170 Status: § 2a Stand der BDA-Liste: 2025-06-30 Name: Dorfbrunnen GstNr.: 4330 Dorfbrunnen, Söll in Tirol                                                               |
| ja   | Datei hochladen | Gasthof Postwirt HERIS-ID: 40265 Objekt-ID: 40171 TKK: 2402                                                           | Dorf 82 Standort KG: Söll                | Der bis ins 14. Jahrhundert zurückgehende Gasthof wurde mehrmals umgebaut und erhielt seine heutige Fassadengestaltung um 1768. Die Fresken mit Architekturmalerei und Heiligendarstellungen wurden von Christoph Anton Mayr geschaffen. | BDA-Hist.: Q37993790 Status: Bescheid Stand der BDA-Liste: 2025-06-30 Name: Gasthof Postwirt GstNr.: 727/1 Postwirt, Söll                                                                 |
| ja   | Datei hochladen | Stampfanger-Kapelle mit Brücke und Kreuzgruppe HERIS-ID: 55944 Objekt-ID: 64861 TKK: 2753, 2752                       | Stampfanger-Graben 30 Standort KG: Söll  | | BDA-Hist.: Q38068974 Status: § 2a Stand der BDA-Liste: 2025-06-30 Name: Stampfanger-Kapelle mit Brücke und Kreuzgruppe GstNr.: .332 Wallfahrtskapelle Stampfanger                         |
| ja   | Datei hochladen | Anna-Kapelle / Lengauer-Kapelle HERIS-ID: 106928 Objekt-ID: 124185 TKK: 2745                                          | Standort KG: Söll                        | | BDA-Hist.: Q37809153 Status: § 2a Stand der BDA-Liste: 2025-06-30 Name: Anna-Kapelle/ Lengauer-Kapelle GstNr.: .180 Lengauer-Kapelle                                                      |
| ja   | Datei hochladen | Hohe Brücke über die Weißachklamm HERIS-ID: 16602 Objekt-ID: 12867 TKK: 2104                                          | Stockach 52b, nördlich Standort KG: Söll | Die 20 m lange Brücke der Eibergstraße über die Weißachenschlucht wurde von 1910 bis 1913 nach Plänen von Carl Ritter von Mainong als erste Stahlbetonbrücke Tirols errichtet.                                                           | BDA-Hist.: Q37821257 Status: Bescheid Stand der BDA-Liste: 2025-06-30 Name: Hohe Brücke über die Weißachklamm GstNr.: 4334, 4335 Hohe Brücke (Söll)                                       |